# کارفنازین
کارفنازین (انگلیسی: Carfenazine) با نام تجاری پروکتازین, نوعی داروی داروی آنتی سایکوتیک از گروه فنوتیازین‌هاست که به دلیل عوارض جانبی فراوان دیگر تجویز نمی‌شود.